# Химия почв
Химия почв — это раздел почвоведения, изучающий химические основы почвообразования и плодородия почв.
Основой для решения этих вопросов служит исследование состава, свойств почв и протекающих в почвах процессов на ионно-молекулярном и коллоидном уровнях. В то же время химия почв принимает участие в разработке многих нетрадиционных проблем, находящихся на стыке ряда наук: почвоведения, экологии, геологии, биогеохимии, органической и неорганической химии и др.
В современной химии почв можно выделить пять главных направлений:
- химия почвенной массы
- химия почвенных процессов
- химические основы почвенного плодородия
- аналитическая химия почв
- химическое загрязнение почв

К настоящему времени химия почв сложилась как самостоятельная комплексная дисциплина.